# Gymnema montanum
Gymnema montanum är en oleanderväxtart som beskrevs av Joseph Dalton Hooker. Gymnema montanum ingår i släktet Gymnema och familjen oleanderväxter. Inga underarter finns listade i Catalogue of Life.